# Zofia Klepacka

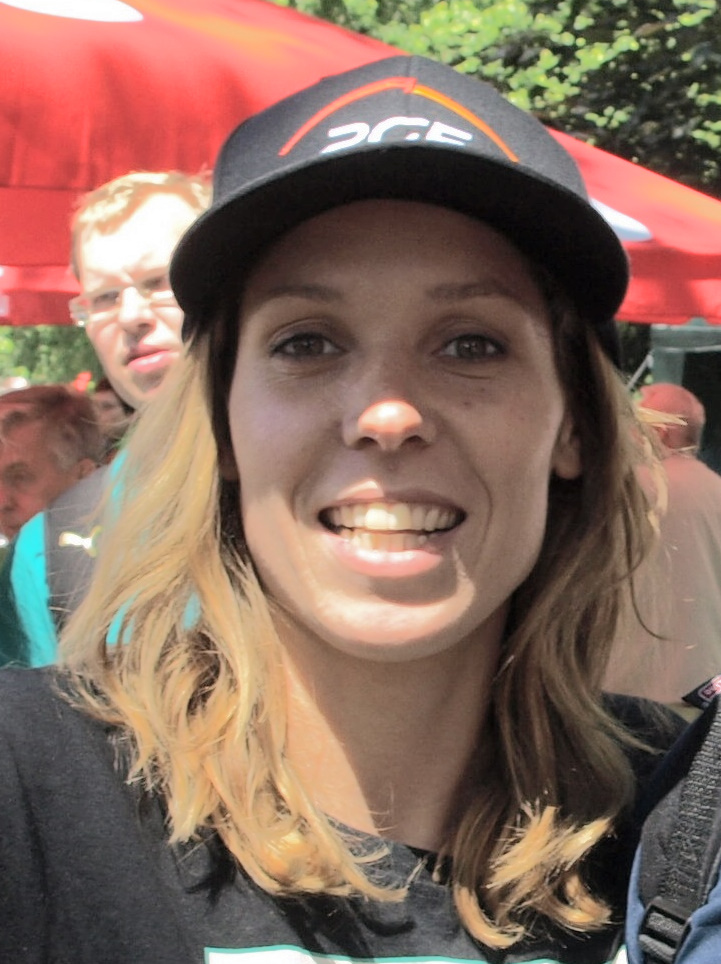
Zofia Klepacka

Zofia Teresa Noceti-Klepacka, född den 26 april 1986 i Warszawa, är en polsk seglare.
Hon tog OS-brons i RS:X i samband med de olympiska seglingstävlingarna 2012 i London.